# 南充职业技术学院附属中学
30°47′8″N 106°5′3″E / 30.78556°N 106.08417°E

南充职院附中校门

南充职业技术学院附属中学，简称南充职院附中，曾名南充教育学院附属中学（南充教院附中）。南充市的一所初中。占地面积约7000m²。系南充市教育局直管事业单位，主要建筑为教学楼和逸夫楼。学校地图（手绘）

## 学校文化
- 校歌：《飞翔》
- 办学理念：对每一位学生的终生发展负责
- 学校精神：自强不息，勇于创造
- 校训：修德启智 博贯兼容

学校开展了广泛的校园文化建设活动。（详情参见学校官方对校园文化建设活动的介绍（页面存档备份，存于））

## 学校荣誉
- 全国数学竞赛先进集体
- 四川省卫生先进单位
- 四川省教育系统先进集体
- 四川省艺术教育特色学校
- 南充市示范初中
- 南充市现代信息技术示范学校

另：省级科研课题《学校班班通》获省一等奖